# Fête de « la Mare de Déu de la Salut » d'Algemesí
La fête de « la Mare de Déu de la Salut » a lieu chaque année les 7 et 8 septembre à Algemesí, dans la province de Valence, en Espagne. Près de 1 400 personnes participent notamment à la muixeranga, des danses de rue, tours humaines et acrobaties.
« La fête de « la Mare de Déu de la Salut » d’Algemesí » a été inscrite en 2011 par l'UNESCO sur
la liste représentative du patrimoine culturel immatériel de l'humanité.

## Description
Les fêtes de la Mare de Déu de la Salut ont été à de nombreuses reprises l'objet d'attention et d'étude de la part d'ethnographes, de sociologues et d'historiens, ainsi qu'une source d'inspiration pour les artistes, les musiciens et les poètes. Tous ont coïncidé pour mettre en évidence le grand contenu culturel de la fête. Les groupes plastiques, comme la Muixeranga, les danses, comme les Bastonets ou les Tornejants, ou la musique qui les accompagne, sont le fruit de la volonté de maintenir et de conserver un aspect fondamental de la culture d'Algemesí.